# Flora Rey
Flora Rey (Buenos Aires) fue una artista plástica argentina. Su marido, Stefan Strocen, también fue un prestigioso artista plástico.
En Buenos Aires realizó estudios de dibujo, pintura y grabado. 
Su obra se encuentra en números museos y colecciones privadas de América y Europa, como la Essex Collection of Art from Latin America (University of Essex), el MACLA Museo de Arte Contemporáneo Latinoamericano, etc.
A partir de 1956 expone en muestras colectivas obteniendo diversos premios.
Realiza viajes de estudio por el norte argentino, Bolivia y Perú, que refleja posteriormente en muestras individuales.
Como cofundadora de ‘Grupo Buenos Aires’ participa en las exposiciones que este realiza en el país y en el extranjero.
Patrocinada por el gobierno francés, en 1960 se instala en París. Allí forma parte del grupo de artistas de la Galerie Bellechasse y posteriormente de la Galerie Kerchache.
En 1964 es invitada oficial del British Council de Gran Bretaña, residiendo temporalmente en Londres.
En 1966 viaja a Holanda becada por el Ministerio de Cultura de los Países Bajos.
En 1970 integra el grupo de artistas de las Ediciones Gráficas Art Gallery lnternational Buenos Aires, que edita las carpetas “7 pintores a través de la serigrafía”.
Desde 1960 realiza numerosas exposiciones individuales en París, Buenos Aires, Madrid, México, Londres, Estocolmo, Los Ángeles, Róterdam, Nueva York, Sevilla, Granada, Barcelona, Costa Rica, Guatemala, San Francisco, Quito, Bogotá, Copenhague, Gotemburgo, Washington, Ottawa, Halifax ...
Desde 1978 residía en Madrid.